# Meung-sur-Loire
Meung-sur-Loire är en kommun i departementet Loiret i regionen Centre-Val de Loire strax norr Frankrikes mitt. Kommunen ligger i kantonen Meung-sur-Loire som tillhör arrondissementet Orléans. År 2022 hade Meung-sur-Loire 6 621 invånare.

## Befolkningsutveckling
Antalet invånare i kommunen Meung-sur-Loire
| Referens: INSEE |